# 灤州影
灤州影又名樂亭影、老呔儿影、驢皮影，皮影戲的一種。

## 起源
起源於河北灤縣（舊名灤州），流行於河北，約有300年歷史。其特色是以驢皮製作影人，唱灤州影調。這種唱腔是由高腔、平劇和灤縣一帶的曲藝綜合變化而來，頗具特色。